# Edmundo Novillo
Edmundo Novillo Aguilar (Totora, 28 de enero de 1963) es un abogado y político boliviano. Actualmente se desempeña como Ministro de Defensa desde el 9 de noviembre de 2020 durante el gobierno del presidente Luis Arce Catacora.
Se desempeñó como presidente de la Cámara de Diputados entre 2005 y 2009 y como gobernador del Departamento de Cochabamba del 2010 a 2015.

## Biografía
Nació el 28 de enero de 1963 en la localidad de Totora, Provincia Carrasco, Departamento de Cochabamba.
De profesión abogado.

## Vida política
Político perteneciente a las filas del Movimiento al Socialismo. 
Fue concejal del municipio de Totora y después alcalde por tres gestiones, Consejero Departamental de Cochabamba, diputado uninominal del Movimiento al Socialismo por la circunscripción 29 de Cochabamba y presidente de la Cámara de Diputados durante cuatro años consecutivos (2005-2009).

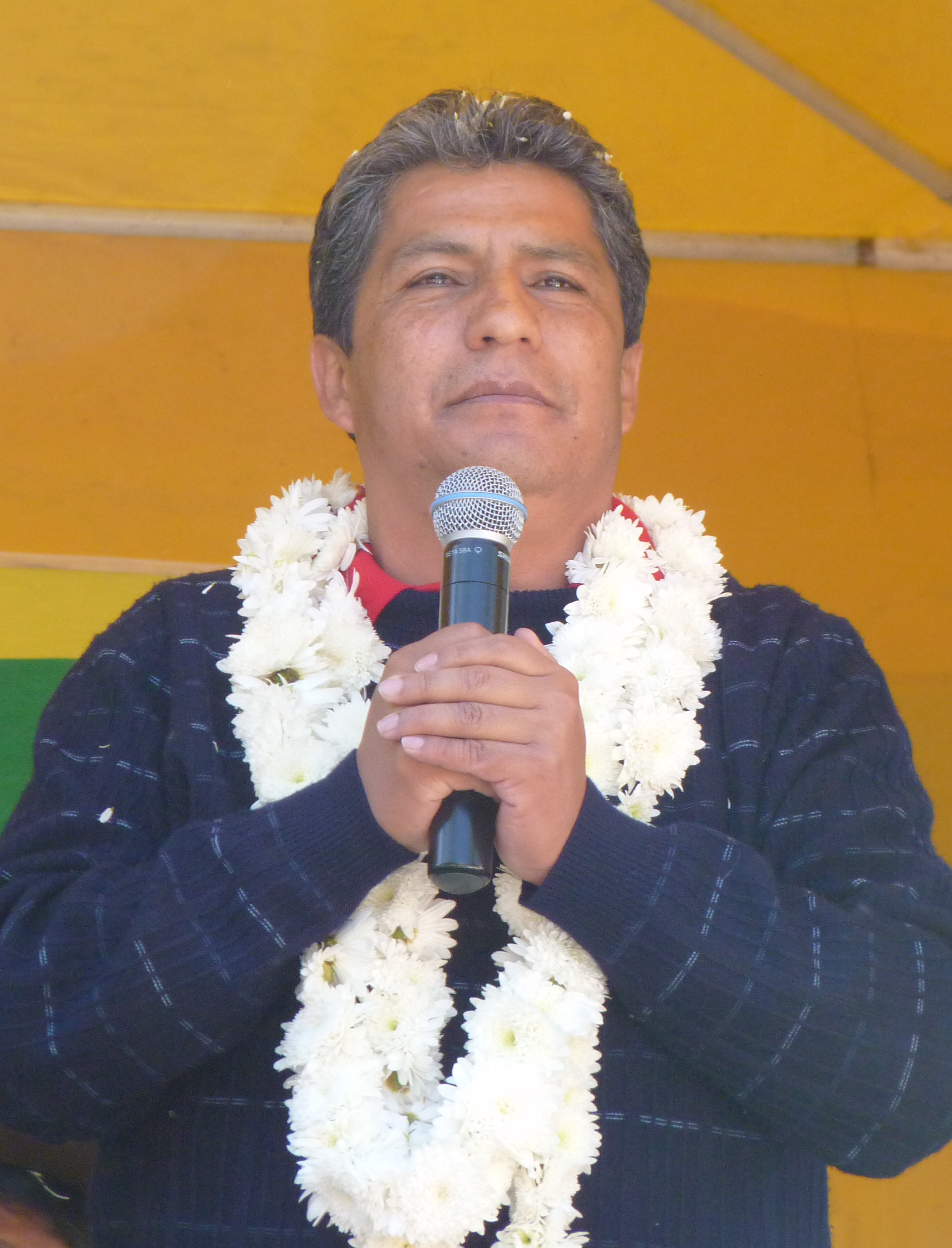
Novillo en abril de 2011.

En las primeras elecciones para gobernadores, realizado el 4 de abril de 2010, ganó la gobernación por el departamento de Cochabamba con el 61.9% de los votos.

### Ministro de Estado
El 9 de noviembre de 2020, el presidente de Bolivia Luis Arce Catacora posesionó al exgobernador de Cochabamba (2010-2015) Edmundo Novillo como el nuevo ministro de Defensa Nacional.